# Mahmud al-Alusi
Mahmud al-Alusi (arabisch محمود شهاب الدين أبو الثناء الحسيني الآلوسي, DMG Maḥmūd Šihāb ad-Dīn Abū ṯ-Ṯanāʾ al-Ḥusainī al-Ālūsī; geb. 1802 in Bagdad; gest. 1854) war ein Mufti, Literat und Exeget im spätosmanischen Bagdad des 19. Jahrhunderts. Die Nisba stammt von der Ortschaft Ālūs am Westufer des Euphrat.

## Leben und Wirken
Al-Alusi wurde 1802 in Bagdad geboren. Überlieferungen zufolge stammte der Vater aus der Linie von al-Husain ibn ʿAlī und führte die Mutter ihre Herkunft auf dessen Bruder al-Hasan ibn ʿAlī zurück. Die Familie brachte zahlreiche namhafte Persönlichkeiten hervor. Im Alter von 30 Jahren wurde al-Alusi zum hanefitischen Mufti von Bagdad ernannt. Das Amt übte er 15 Jahre aus, bis er aufgrund von Gerüchten abgesetzt wurde.
Der islamische Rechtsgelehrte war Verfasser einer umfangreichen, vom Sufismus beeinflussten Koranexegese mit dem Titel Rūḥ al-maʿānī, die unter den Hanafiten, einer der vier Rechtsschulen des sunnitischen Islams, weit verbreitet ist. Nach der Fertigstellung, die 16 Jahre in Anspruch nahm, ging al-Alusi im Jahr 1851 nach Istanbul, um das Werk Sultan Abdülmecid I. zu widmen und ihm von seiner ungerechtfertigten Absetzung zu berichten. Er verblieb ca. 20 Monate in Istanbul, wurde beim Großwesir Reşid Pascha vorgelassen und lernte zahlreiche Staatsmänner kennen, erhielt jedoch keine Audienz beim Sultan. Auf der Rückreise nach Bagdad erkrankte al-Alusi an Malaria, einer Krankheit, mit der er in seinem letzten Lebensabschnitt zu kämpfen hatte. In Bagdad schrieb er noch drei weitere Werke. Al-Alusi starb in Bagdad und wurde auf dem Friedhof in al-Karch begraben.
Sein Sohn Nu'man al-Alusi (1836–1899) war ebenfalls ein namhafter Gelehrter. Mahmud al-Alusi starb 1854.

## Werke (Auswahl)
- Rūḥ al-maʿānī (Ausgaben Bulaq, 9 Bände 1883–1892 / Beirut, n. d.)